# Sur la route
Pour les articles homonymes, voir Sur la route (homonymie).
Sur la route (titre original : On the Road) est le plus connu des romans de Jack Kerouac, publié en 1957. Le récit suit Sal Paradise, un écrivain aspirant à la liberté sous l'influence d'un ami charismatique, Dean Moriarty. Il s'agit d'un roman à clef dans lequel sont mises en scène de nombreuses figures de la Beat Generation. 

## Résumé

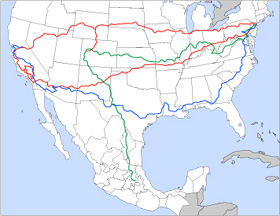
Carte des trajets de Kerouac dans Sur la route :
1947
1949
1950

Après un divorce, Sal Paradise, jeune écrivain de la côte Est, se lance dans un voyage à travers les États-Unis en quête d’expériences et d’aventure. Il traverse plusieurs villes où il fait des rencontres marquantes (comme Terry, une hispanique avec qui il vit un temps) et explore la vie de bohème avec Dean Moriarty et leurs amis. 
Son amitié avec Moriarty est intense mais chaotique, ce dernier étant imprévisible et égoïste. Ensemble, ils voyagent de New York à San Francisco, en passant par la Nouvelle-Orléans et le Mexique. Dean abandonne plusieurs femmes et enfants au fil du voyage, tandis que Sal cherche un sens à sa vie. Leur relation se détériore, et Dean Moriarty finit par abandonner Sal Paradise malade au Mexique, ce qui consomme leur rupture. 
Sal retourne à New York où il trouve une stabilité avec une nouvelle compagne, Laura. Lorsque Dean revient une dernière fois, Sal se rend compte qu’il ne peut plus le suivre. Le roman s'achève sur une note mélancolique, Sal Paradise repensant à Dean Moriarty et à leur quête perdue d’un idéal insaisissable.

## Un “roman à clef”
Le roman raconte de manière quasi-autobiographique les aventures vécues entre 1947 et 1950 par l'auteur (représenté sous les traits du personnage Sal Paradise) et un compagnon de route, Neal Cassady (Dean Moriarty dans le roman). On y croise également Allen Ginsberg (Carlo Marx) et William Burroughs (Old Bull Lee). Dans le tapuscrit original publié en 2007 par les éditions américaines Viking, sous le titre On the Road: The Original Scroll, et en 2010 par les éditions Gallimard pour la version française, sous le titre Sur la route – le rouleau original les noms et prénoms réels des protagonistes sont conservés. 
Sur la route est la mise en scène, par le biais de ses fréquentations plus ou moins proches, de ce que Kerouac nomma lui-même la « Beat generation ». Cette dernière ne désigne pas spécialement ceux qu'il fréquente lorsqu'il introduit ce mot, lors d'une conversation avec John Holmes, mais bien ceux qu'il appelle les « nouveaux hipsters américains », ceux qui « avaient dépassé le stade des plaisirs charnels et s’intéressaient maintenant à Dieu et aux Visions sacrées ». Elle n'a donc rien d'un courant littéraire ; les amis de Kerouac, comme Allen Ginsberg ou William Burroughs, même s'ils partagent un goût pour la prose spontanée et le surréalisme, ont des façons d'écrire qui ne se ressemblent pas.

### Personnages
Kerouac s'est souvent inspiré de sa famille et ses amis pour ses personnages,.
| Nom réel                                 | Nom fictif                       |
| ---------------------------------------- | -------------------------------- |
| Jack Kerouac                             | Sal Paradise                     |
| Gabrielle Kerouac (mère de Jack Kerouac) | Sal Paradise's Aunt              |
| Joan Kerouac (née Haverty)               | Laura                            |
| Alan Ansen                               | Rollo Greb                       |
| William S. Burroughs                     | Old Bull Lee                     |
| Joan Vollmer Adams Burroughs             | Jane Lee                         |
| William S. Burroughs Jr.                 | Ray Lee                          |
| Julie Burroughs                          | Dodie Lee                        |
| Lucien Carr                              | Damion                           |
| Neal Cassady                             | Dean Moriarty                    |
| Neal Cassady, Sr.                        | Old Dean Moriarty                |
| Cousin de Neal Cassady                   | Sam Brady                        |
| Carolyn Cassady                          | Camille                          |
| Jamie Cassady                            | Joanie Moriarty                  |
| Catherine Cassady                        | Amy Moriarty                     |
| Bea Franco (Beatrice Kozera)             | Terry                            |
| Allen Ginsberg                           | Carlo Marx                       |
| John Clellon Holmes                      | Ian MacArthur                    |
| Herbert Huncke                           | Elmer Hassel                     |
| Helen Huncke                             | Galatea Hassel                   |
| William Holmes “Big Slim” Hubbard        | William Holmes “Big Slim” Hazard |
| Ruth Gullion                             | Rita Bettencourt                 |
| Helen Gullion                            | Mary Bettencourt                 |
| Diana Hansen                             | Inez                             |
| Beverly Burford                          | Babe Rawlins                     |
| Bob Burford                              | Ray Rawlins                      |
| Dianne Orin                              | Lee Ann                          |
| Henri Cru                                | Remi Boncœur                     |
| Paul Blake (beau-frère de Jack Kerouac)  | Rocco                            |
| Al Hinkle                                | Ed Dunkel                        |
| Bill Tomson                              | Roy Johnson                      |
| Helen Tomson (femme de Bill Tomson)      | Dorothy Johnson                  |
| Jim Holmes                               | Tommy Snark                      |
| Gregorio                                 | Victor                           |
| Frank Jeffries                           | Stan Shepard                     |
| Gene Pippin                              | Gene Dexter                      |
| Jinny Baker Lehrman                      | Jinny Jones                      |
| Victor Tejeira                           | Victor Villanueva                |
| Walter Adams                             | Walter Evans                     |
| Jose García Villa                        | Angel Luz García                 |
| Ed Uhl                                   | Ed Wall                          |
| Justin W. Brierly                        | Denver D. Doll                   |
| Edward D. White, Jr                      | Tim Gray                         |
| Joanie White (sœur de Edward White)      | Betty Gray                       |
| LuAnne Henderson                         | Marylou                          |
| Pauline                                  | Lucille                          |
| Vicki Russell                            | Dorie                            |
| Rhoda                                    | Mona                             |
| Ed Stringham                             | Tom Saybrook                     |
| Kells Elvins                             | Dale                             |
| Lorraine                                 | Marie                            |
| Alan Harrington                          | Hal Hingham                      |
| Ginger Chase                             | Peaches                          |
| Haldon "Hal" Chase                       | Chad King                        |
| Allan Temko                              | Roland Major                     |
| Gregory La Cava                          | "le réalisateur connu"           |
|                                          | Mr. Snow                         |

## Écriture du roman

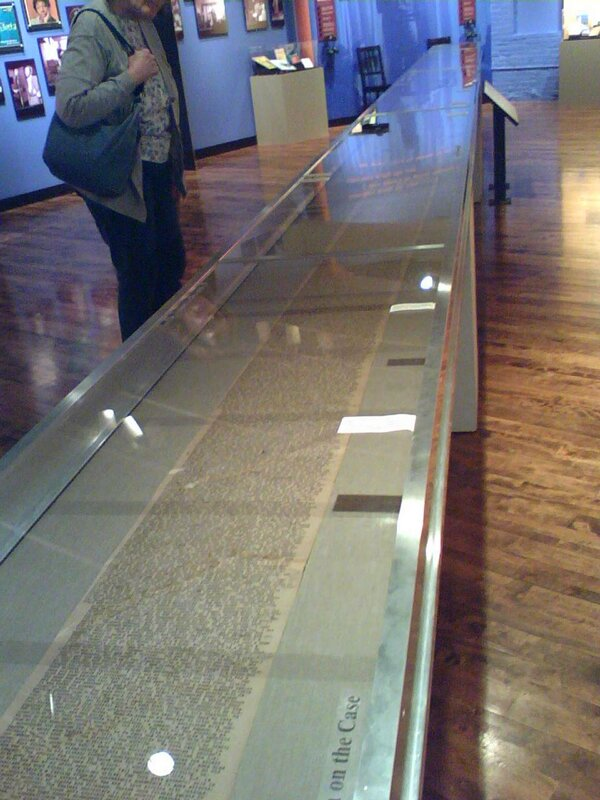
Le manuscrit de l'ouvrage dévoilé lors d'une exposition à Lowell (Massachusetts), en 2007.

Ce livre a été écrit d'un seul jet, en trois semaines (du 2 au 22 avril 1951), sur un rouleau de papier de 120 pieds (36,50 mètres) de long, dans de longues sessions de prose spontanée et enfiévrée ; il crée ainsi un style d'écriture totalement personnel, en partie inspiré par son amour du mouvement jazz bebop, de ses fulgurances et de ses improvisations. Ce tapuscrit a été dactylographié sur des feuilles de papier à calligraphie japonaise, collées bout à bout et non sur un rouleau de papier à télétype, comme Kerouac l'affirme pourtant lui-même dans une interview donnée à Steve Allen en 1959. On sait aujourd'hui, grâce à Gerald Nicosia, que Kerouac avait récupéré ces feuilles, non pas dans une « très bonne papeterie », comme il le laisse entendre durant cette interview, mais dans l'appartement d'une de ses connaissances, Bill Cannastra, qui s'était suicidé peu de temps auparavant. Son rythme de travail effréné a valu le mot célèbre de Truman Capote : « Cela n'est pas écrire, c'est dactylographier. »
Les éditeurs, toutefois, refusèrent massivement cette première rédaction, se demandant ce qu'il y avait à faire avec ce texte très difficile à suivre, présenté sur un rouleau cylindrique, et écrit de façon non conventionnelle (pas de paragraphes, pas de retours à la ligne, pas de chapitres...). Kerouac dut travailler son récit durant six ans avant qu'un éditeur l'acceptât. En 2001, la rédaction du American Modern Library inclut Sur la route dans sa liste des cent meilleurs romans du XXe siècle en langue anglaise. En 2007, à l'occasion du 50e anniversaire de sa publication, la version originelle du manuscrit a été publiée, sous le titre On the Road: The Original Scroll. La même année ont été découverts plusieurs manuscrits originaux inédits de Kerouac, dont une ébauche d'On the Road, datée du 19 janvier 1951 (soit plusieurs mois avant la version en anglais), rédigée en français, sa langue maternelle — également utilisée pour deux de ses romans et quelques nouvelles également inédits. En fait, la composition de Sur la route a duré de 1948 (année de ses premières « notes de voyage » et de la première mention du titre)… à 1957. C'est, en effet, lorsqu'un éditeur new-yorkais accepta enfin de publier ce texte réputé « impubliable » que Kerouac, de guerre lasse, accepta les propositions d'édulcoration — voire de censure — concernant les passages les plus sulfureux aux yeux de cette Amérique puritaine, engluée en plein maccarthysme : ceux sur les drogues, le sexe et la mort, notamment.
Le succès de ce livre, une décennie après sa rédaction, signa finalement la fin de Jack Kerouac, initiant une dépression à laquelle il ne survécut pas. Il s'éloigne de ses amis écrivains beat comme Allen Ginsberg. Il reproche à Ginsberg de trop rechercher l'attention du public et de trahir l'esprit beat[Information douteuse]. Il est entre autres irrité par le développement d'un bouddhisme de mode, dont il est en partie responsable. En mai 2001, Christie's présente lors d'une vente aux enchères à New York le tapuscrit de Sur la route, qui est vendu au prix de 2,5 millions de dollars à Jim Irsay, amateur de rock et propriétaire de l’équipe de football les Colts d’Indianapolis.
À l’occasion du 50e anniversaire de la publication initiale, les éditions américaines Viking décident de publier le tapuscrit original en 2007 sous le titre On the Road: The Original Scroll. Les éditions Gallimard font de même en 2010, pour la version française, sous le titre Sur la route – le rouleau original, présentée pour l'occasion dans une nouvelle traduction de Josée Kamoun.

## Adaptations

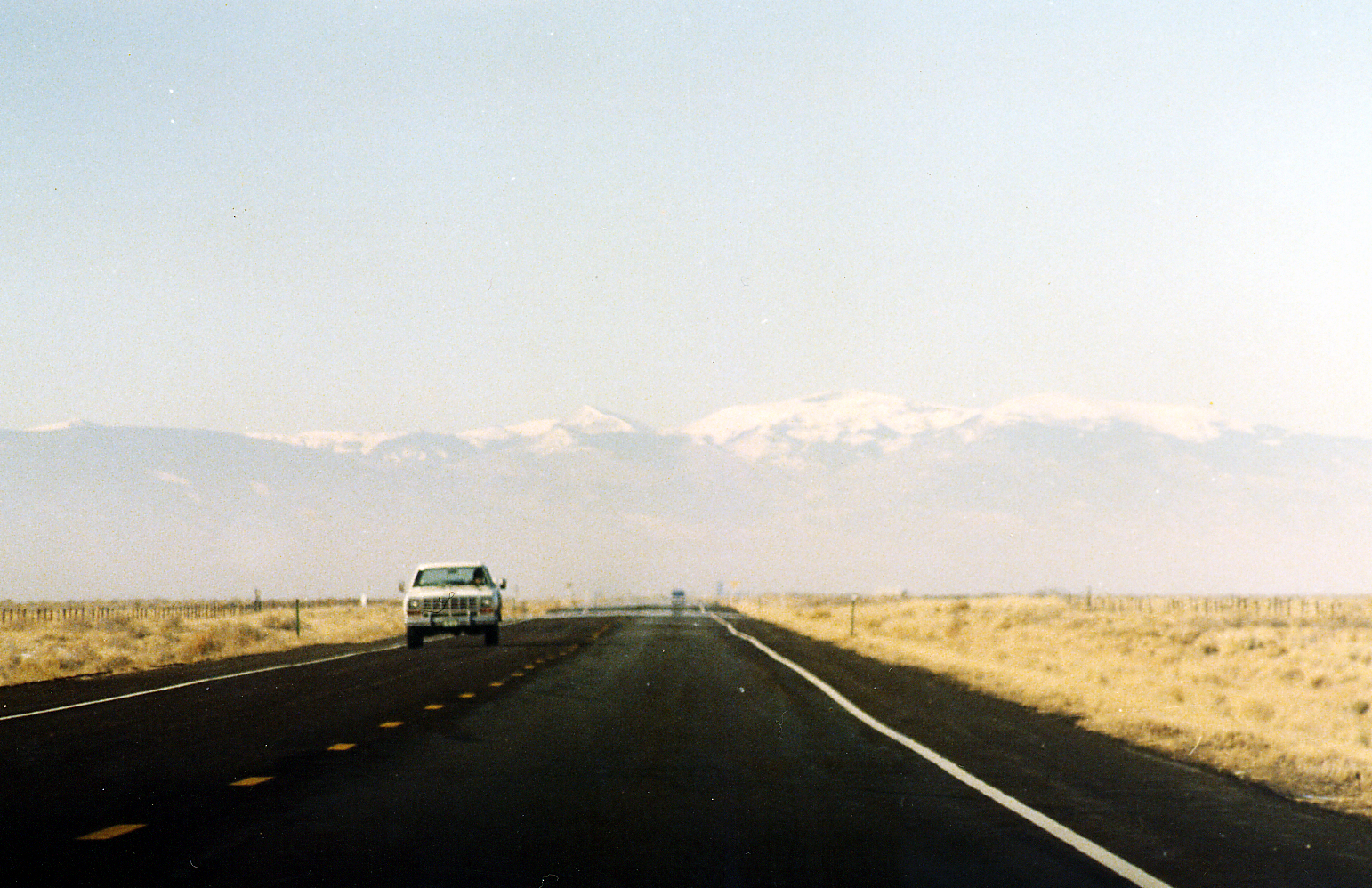
Sur la route, Colorado.

### Au cinéma
Francis Ford Coppola possède les droits d'adaptation cinématographique de Sur la route depuis 1968, le scénario fut écrit par Russell Banks, mais le tournage prévu à l'automne 2001 n'a jamais commencé. Il coproduit le film Sur la route réalisé par Walter Salles, avec Garrett Hedlund (Dean Moriarty), Sam Riley (Sal Paradise) et Kristen Stewart (Marylou), sorti le 23 mai 2012 lors de sa présentation en compétition au 65e Festival de Cannes.
Une exposition intitulée « Sur la route de Jack Kerouac : L'épopée, de l'écrit à l'écran » (du 16 mai au 19 août 2012), au Musée des lettres et manuscrits de Paris, revient sur la genèse du roman et sur les différents projets d'adaptation cinématographique. L'exposition présente également le manuscrit original long de 36,50 mètres.

### À la télévision
[réf. nécessaire]
Sur la route et Kerouac lui-même sont en trame de fond du scénario d'un épisode de la série télévisée Code Quantum (Saison 3, épisode 9 : Rebel without a clue). Sans en être une adaptation, l'auteur et son roman sont les sujets de plusieurs apparitions et mentions, illustrant le thème de l'épisode où se joue l'avenir d'une jeune fille de 18 ans, subjuguée par le roman, qui a pris la route avec une troupe de motards.

### À la radio
En 2005, Radio France a adapté Sur la route en feuilleton radiophonique.
Fiche technique du feuilleton :
- Adaptation et traduction : Catherine de Saint Phalle
- Réalisation : Christine Bernard-Sugy
- Distribution :
  - Jacques Gamblin : narrateur (Jack Kerouac/Sal Paradise)
  - Patrick Catalifo : Dean Moriarty
  - Quentin Baillot : Sal Paradise
- épisodes : 20 épisodes de 20 minutes
- 1re diffusion : avril et mai 2005 sur France Culture